# Hallomenus
Hallomenus arimotoi es una especie de coleóptero de la familia Tetratomidae. De distribución holártica, hasta América central. Hay 13 especies.

## Especies
Las especies de este género son:
- Hallomenus adumbratus
- Hallomenus axillaris
- Hallomenus binotatus
- Hallomenus chinensis
- Hallomenus debilis
- Hallomenus nipponicus
- Hallomenus orientalis
- Hallomenus puncticollis
- Hallomenus scapularis
- Hallomenus arimotoi
- Hallomenus brevicollis
- Hallomenus serricornis
- Hallomenus tokejii